# 금강혈인 (1981년 영화)
"금강혈인"은 한국에서 제작된 김진태, 나유 감독의 1981년 영화이다. 성룡 등이 주연으로 출연하였다. 삼영필림, 로웨이영업유한공사가 제작하였다.

## 출연
- 성룡
- 이해룡
- 현애리
- 왕경서
- 이재귀
- 이동춘
- 이문태
- 모은성
- 전준
- 석천
- 무문수
- 방수일
- 김사옥
- 왕청
- 라갑성
- 모사성
- 서유
- 강지평
- 왕광유
- 고강
- 왕요달
- 이청부
- 이곤